# سامسایا
سامسایا (انگلیسی: Samsaya؛ زادهٔ ۳ نوامبر ۱۹۷۹) خواننده، و هنرپیشه اهل نروژ است. وی از سال ۲۰۰۴ میلادی تاکنون مشغول فعالیت بوده‌است.